# 무크타르 디아카비
무크타르 디아카비(프랑스어: Mouctar Diakhaby, 1996년 12월 19일 ~ )는 현재 라리가의 발렌시아에서 수비수 또는 수비형 미드필더로 활약하고 있는 기니의 프로 축구 선수이다. 프랑스에서 태어난 그는 기니 국가대표팀에서 뛰고 있다.

## 구단 경력

### 리옹
2016년 9월 10일, 디아카비는 1-3으로 패한 보르도와의 리그 1 경기에서 리옹 1군 데뷔 전을 치렀다. 2016년 11월 30일, 그는 6-0으로 이긴 낭트와의 리그 1 원정 경기에서 리옹 1군 데뷔 첫 골을 기록했다. 2017년 2월 23일, 디아카비는 7-1로 이긴 AZ 알크마르와의 2016-17 유로파리그 32강 2차전에서 89분에 한 골을 기록해 자신의 커리어 첫 UEFA 유로파리그 혹은 UEFA 챔피언스리그 득점을 기록했다. 그는 로마와의 2016-17 유로파리그 16강 2차전 경기에서도 2골씩을 기록했다.

### 발렌시아
2018년 6월 28일, 디아카비는 스페인의 발렌시아와 5년 계약을 체결했다. 2024년 3월 3일, 그는 레알 마드리드와의 경기에서 오렐리앵 추아메니와 충돌한 후 무릎 탈구 진단을 받는 심각한 부상을 입었다.

## 국가대표팀 경력
디아카비는 프랑스에서 태어났지만 혈통이 기니인이다. 그는 프랑스의 전 청소년 국가대표이다. 그러나 2022년에 그는 그의 부모님의 모국인 기니를 대표하기로 결정했고 이집트 전에서 그들을 위해 데뷔했다.
2023년 12월 23일, 그는 카바 디아와라가 선정한 2023년 아프리카 네이션스컵에 참가할 기니 선수 25명 중 한 명으로 선정되었다.